# Mikko Uusipaikka
Mikko Uusipaikka (Toholampi, 22 marzo 1976) è un ex biatleta finlandese.

## Biografia
In Coppa del Mondo ottenne il primo risultato di rilievo l'11 dicembre 1998 a Hochfilzen (75°) e l'unico podio il 14 gennaio 1999 a Ruhpolding (3°).
In carriera prese parte a due edizioni dei Campionati mondiali (6° nella staffetta a Kontiolahti/Oslo 1999 il miglior risultato).

## Palmarès

### Coppa del Mondo
- Miglior piazzamento in classifica generale: 60º nel 1999
- 1 podio (a squadre[1]):
  - 1 terzo posto